# Тигурины

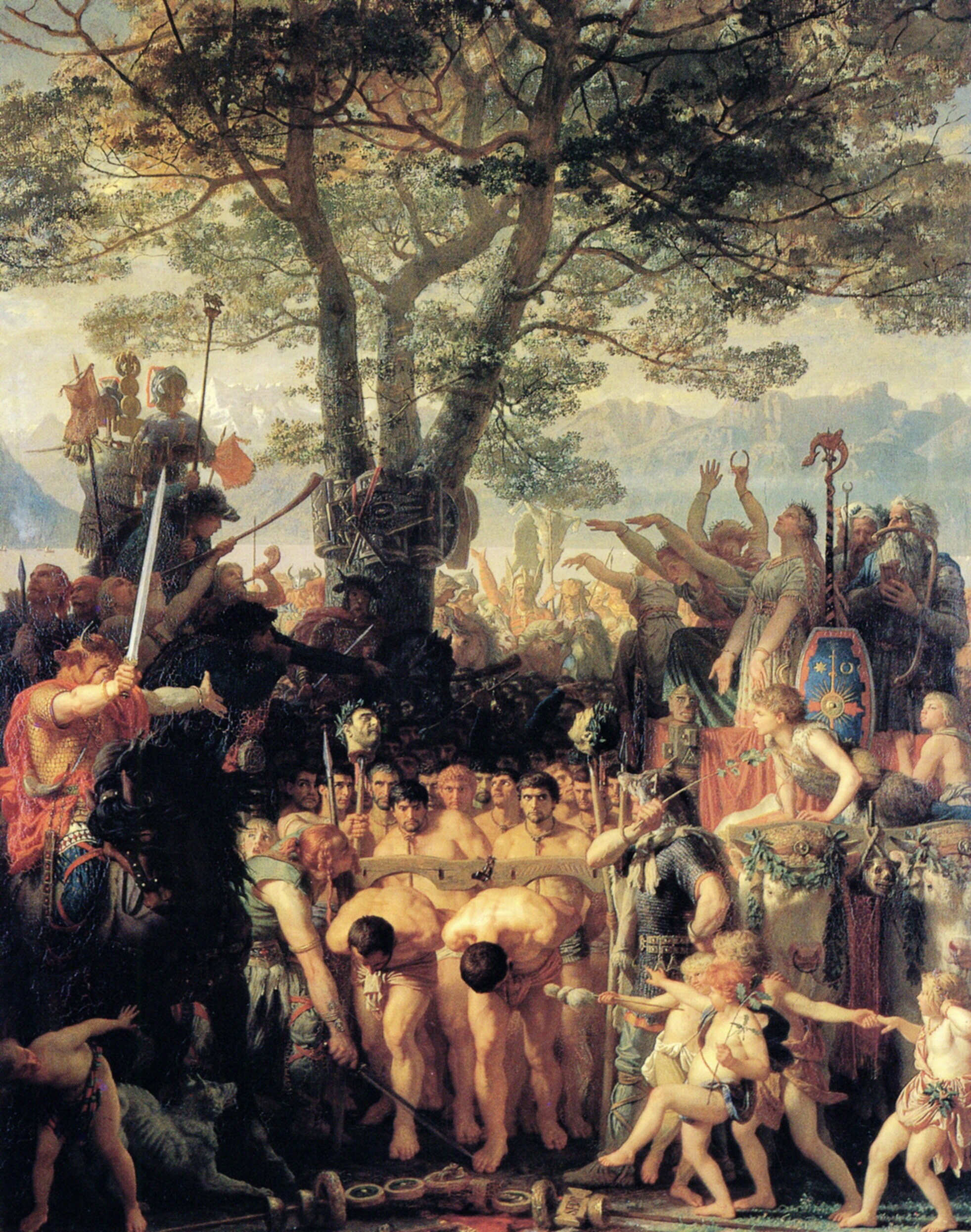
Шарль Глейр. Тигурины проводят римлян под ярмом. 1858

Тигури́ны (лат. Tigurini, самоназвание неизвестно) — кельтское племя, родственное гельветам, обитавшее во II — I веках до н. э. на территории современных Баварии, Швейцарии и Австрии.

## История
В конце II века до н. э. тигурины проживали на территории современной Баварии, на правом берегу Рейна и относились к Латенской и Гальштадской культурам. В 109 году до н. э. совместно с союзными племенами гельветов, тевтонов, кимвров и амбронов они предприняли массовую миграцию на юг. В 107 году до н. э. в битве при Агене у реки Гарумне тигурины под предводительством Дивика сошлись с римской армией, во главе которой стоял консул Луций Кассий Лонгин. Консул, а также его легат консуляр Луций Кальпурний Пизон Цезонин и бо́льшая часть войска погибли, а выживших подвергли унизительной процедуре «прохода под ярмом». 
В 101 году до н. э. во время набега кимвров на северную Италию тигурины не присоединились к ним, а остались в Норике, на территории современной Австрии. После разгрома кимвров римлянами, тигурины ушли на север и расположились на территории современной Швейцарии — между Женевским озером и горами Юра.
В 58 году до н. э. тигурины с другими союзными племенами из-за давления германцев с севера снова предприняли массовую миграцию, желая переселиться на земли сантонов в район современного Бордо. Для этого им требовалось пройти через территорию римской провинции Нарбонская Галлия, для чего они запросили разрешение у консуляра Гая Юлия Цезаря, но получили отказ. Вместо этого Цезарь напал на племена в то время, как они переправлялись через реку Сону и разбил их. Цезарь испытывал глубокую ненависть к кельтам, поскольку дед его жены погиб в битве 107 года до н. э., поэтому он приказал истребить тигуринов и союзные им племена — в результате бойни погибли 258 000 мужчин, женщин и детей.